# Dunărea Galați în sezonul 2004-2005
Sezonul 2004-2005  este primul sezon în liga a II-a, după ce echipa s-a reîntors din liga a III-a. Antrenori au fost aleși Viorel Ion și Nicolae Burcea respectiv, Mihai Ciobanu a plecat la Dacia Unirea Brăila care nu a mai dorit să continue cu echipa mai departe, cea mai interesantă alegere a echipei este cea de președinte unde a fost pus fostul jucător al echipei Oțelul Galați Cătălin Tofan, care oricum nu va sta cu echipa decât un sezon plănuind să se întoarcă mai degrabă la Oțelul Galați, decât să stea la Dunărea Galați mai departe. Acest sezon putea să garanteze promovarea în liga I, dacă echipa ar fi câștigat mai multe meciuri și nu ar fi acumulat multe înfrângeri sau chiar egaluri, oricum echipa nu va mai promova sau mai bine zis spus nu va mai putea să garanteze promovarea în liga I sub nici o formă, drept urmare echipa trebuie așadar să joace numai în liga a-II-a.

## Echipă
| Nr. |                           | Poziție | Jucător             |
| --- | ------------------------- | ------- | ------------------- |
| -   | România                   | P       | Viorel Mirică       |
| -   | România                   | P       | Alexandru Tănășilă  |
| -   | România                   | P       | Cristian Stoicescu  |
| -   | Camerun                   | P       | Chamberlain Fankem  |
| -   | România                   | F       | Sorin Chirciu       |
| -   | România                   | F       | Jean Bogza          |
| -   | România                   | F       | Claudiu Velescu     |
| -   | România                   | F       | Adrian Ariton       |
| -   | România                   | F       | Ionuț Bozean        |
| -   | România                   | F       | Porneală            |
| -   | România                   | F       | Marius Cosoreanu    |
| -   | România                   | M       | Marian Nejneru      |
| -   | România                   | M       | Adrian Negraru      |
| -   | România                   | M       | Valentin Ioviță     |
| -   | România                   | M       | Nelu Popliacă       |
| -   | România                   | M       | Alexandru Bourceanu |
| -   | România                   | M       | Ciprian Milea       |
| -   | România                   | M       | Stelian Cucu        |
| -   | România                   | M       | Florin Cramer       |
| -   | România                   | M       | Daniel Bârlădeanu   |
| -   | România                   | M       | Claudiu Stan        |
| -   | România                   | A       | Dincă               |
| -   | România                   | A       | Viorel Ion          |
| -   | România                   | A       | Emil Nanu           |
| -   | România                   | A       | Sorin Drăgan        |
| -   | România                   | A       | Eduard Șotrocan     |
| -   | Republica Democrată Congo | A       | Neny Bihombele      |

## Transferuri

### Sosiri
| Post | Jucător            | De la echipa        | Suma de transfer  | Dată |  | ---- |
| ---- | ------------------ | ------------------- | ----------------- | ---- |  | ---- |
| P    | Cristian Stoicescu | Gloria Buzău        | liber de contract | -    |  |      |
| P    | Viorel Mirică      | Dacia Unirea Brăila | liber de contract | -    |  |      |
| P    | Chamberlain Fankem | Lorient B           | liber de contract | -    |  |      |
| A    | Neny Bihombele     | FC Vaduz            | liber de contract | -    |  |      |

### Plecări
| Post | Jucător         | De la echipa        | Suma de transfer  | Dată |  | ---- |
| ---- | --------------- | ------------------- | ----------------- | ---- |  | ---- |
| M    | Valentin Stan   | Dacia Unirea Brăila | liber de contract | -    |  |      |
| A    | Romeo Buteseacă | Dacia Unirea Brăila | liber de contract | -    |  |      |
| P    | Iulian Olteanu  | Dacia Unirea Brăila | liber de contract | -    |  |      |
| A    | Marius Matei    | Dacia Unirea Brăila | liber de contract | -    |  |      |
| M    | Dumitru Horovei | Dacia Unirea Brăila | liber de contract | -    |  |      |

Clasamentul după 30 de etape se prezintă astfel:

## Seria II

### Rezultate
| Victorii | Egaluri | Înfrângeri | Cea mai mare victorie | Cea mai mare înfrangere |

### Sezon intern
| 1  | Dunărea Galați        | Petrolul Moinești     |  | 2-0 |
| 2  | Laminorul Roman       | Dunărea Galați        |  | 0-0 |
| 3  | Dunărea Galați        | FC Botoșani           |  | 2-0 |
| 4  | Altay Constanța       | Dunărea Galați        |  | 2-2 |
| 5  | Dacia Unirea Brăila   | Dunărea Galați        |  | 9-2 |
| 6  | Dunărea Galați        | FC Ghimbav 2000       |  | 1-0 |
| 7  | Callatis Mangalia     | Dunărea Galați        |  | 0-0 |
| 8  | Dunărea Galați        | Politehnica Timișoara |  | 2-1 |
| 9  | FC Vaslui             | Dunărea Galați        |  | 1-0 |
| 10 | Dunărea Galați        | Gloria Buzău          |  | 0-0 |
| 11 | Midia Năvodari        | Dunărea Galați        |  | 3-1 |
| 12 | Dunărea Galați        | FCM Târgoviște        |  | 2-1 |
| 13 | Ceahlăul Piatra Neamț | Dunărea Galați        |  | 3-0 |
| 14 | Dunărea Galați        | Precizia Săcele       |  | 2-0 |
| 15 | Unirea Focșani        | Dunărea Galați        |  | 1-2 |
| 16 | Petrolul Moinești     | Dunărea Galați        |  | 1-0 |
| 17 | Dunărea Galați        | Laminorul Roman       |  | 2-0 |
| 18 | FC Botoșani           | Dunărea Galați        |  | 1-2 |
| 19 | Dunărea Galați        | Altay Constanța       |  | 1-1 |
| 20 | Dunărea Galați        | Dacia Unirea Brăila   |  | 1-0 |
| 21 | FC Ghimbav 2000       | Dunărea Galați        |  | 0-2 |
| 22 | Dunărea Galați        | Callatis Mangalia     |  | 4-1 |
| 23 | Politehnica Timișoara | Dunărea Galați        |  | 2-1 |
| 24 | Dunărea Galați        | FC Vaslui             |  | 0-3 |
| 25 | Gloria Buzău          | Dunărea Galați        |  | 2-1 |
| 26 | Dunărea Galați        | Midia Năvodari        |  | 0-0 |
| 27 | FCM Târgoviște        | Dunărea Galați        |  | 1-3 |
| 28 | Dunărea Galați        | Ceahlăul Piatra Neamț |  | 1-0 |
| 29 | Precizia Săcele       | Dunărea Galați        |  | 0-0 |
| 30 | Dunărea Galați        | Unirea Focșani        |  | 3-0 |